# NGC 3948
NGC 3948 é uma estrela na direção da constelação de Leo. O objeto foi descoberto pelo astrônomo Guillaume Bigourdan em 1886, usando um telescópio refrator com abertura de 12 polegadas. 